# Neopomacentrus cyanomos
Neopomacentrus cyanomos (Bleeker, 1856) è un pesce osseo appartenente alla famiglia Pomacentridae.

## Distribuzione e habitat
La specie è diffusa nelle zone tropicali dell'Indo-Pacifico dal mar Rosso e le coste dell'Africa orientale alle Filippine, il sud del Giappone, l'Australia del nord e la Melanesia. È assente alle isole Figi.
Vive soprattutto nelle barriere coralline in una varietà di ambienti sia riparati che battuti dalle correnti. Si trova anche nei porti.
Vive tra 5 e 30 metri di profondità.

## Descrizione
L'aspetto è quello tipico della famiglia con corpo di forma ovale relativamente alto. La pinna caudale ha lobi appuntiti ed è profondamente forcuta. Lobi appuntiti sono presenti anche all'estremità posteriore della pinna dorsale e della pinna anale. La colorazione del corpo è brunastra abbastanza scura con una macchietta nera dietro l'occhio all'altezza della parte superiore dell'opercolo branchiale e una macchia chiara o giallastra sul dorso in corrispondenza del termine della dorsale. La parte posteriore delle pinne caudale, anale e dorsale è giallo vivo o bianca, l'estensione di questa colorazione chiara sulle pinne è molto variabile da individuo a individuo.
Raggiunge i 10 cm di lunghezza.

## Biologia

### Comportamento
È un animale diurno. Gregario, forma banchi.

### Riproduzione
È una specie ovipara, le uova aderiscono al fondale e vengono sorvegliate dal maschio.